# قائمة حوادث إشعاعية مدنية

قامت المنظمة الدولية للمعايير عام 2007 بإنشاء رمز خطر للأنشطة الإشعاعية. فالخلفية الحمراء تعني خطر مُلِح، ويُقصد بالعلامة هو أن تفكيك أو العبث بهذا الجهاز (الذي أُلصِقَ عليه رمز الخطر الإشعاعي) قد يُؤدي لمخاطر وخيمة. وقد وُضِعَت هذه العلامة لتنبيه الناس وبالأخص بعض العاملين الذين تكون مهنتهم هي إصلاح أو تفكيك هذه الأجهزة.

تَسْرُد هذه المقالة الحوادث المدنية المُنطوية على مواد مشعة أو التي تنطوي على إشعاعات مؤينة من مصادر اصطناعية مثل أنابيب الأشعة السينية ومسرعات الجسيمات. وتُسرَد الحوادث المتعلقة بالطاقة النووية التي تنطوي على المواد الانشطارية في قائمة الحوادث النووية المدنية. أما الحوادث النووية العسكرية فتُسرَد في قائمة الحوادث النووية العسكرية.

## نطاق المقال
الأحداث الموضوعة في المقالة تنطبق عليها، المعايير التالية:
1. مستشهدة من مصادر، وسبَّبَت أضرار صحية كبيرة، أو إتلاف للممتلكات، أو تلوث.
2. ضرر الحوادث له علاقة بالمواد المشعة أو الإشعاع المؤين ومن صنع الإنسان.
3. لا يشمل الحدث المواد الانشطارية أو المفاعلات النووية.
4. الحوادث هنا تُوصَف بـالمدنية فليس لها علاقة بأي عمليات أو مواد عسكرية.

## قبل خمسينيات القرن العشرين (قبل 1950)
1. تعرَّضَت عاملة المختبر كلارنس ماديسون دالي (1865-1904) في نيوجرسي لمواد مُشعة بإفراط.
2. تعرضَت عالمة الفيزياء والصيدلة البولندية الفرنسية ماري كوري (1867-1934) لمواد إشعاعية بإفراط في فرنسا، حيث كانت من الرواد المبكرين لمجال النشاط الإشعاعي، وأصبحَت فيما بعد أول من حصل على جائزة نوبل مرتين، والشخص الوحيد الحاصل على جوائز نوبل في الفيزياء والكيمياء. تُوفيَت عن عمر يناهز 67 عامًا، وكان ذلك في عام 1934 من فقر الدم اللاتنسجي بسبب تعرضها للإشعاعات بكميات هائلة في عملها[1] فقد كانت الإشعاعات تُسلَّط عليها دون أي تدابير للسلامة، والآثار الضارة للإشعاع في ذلك الوقت كانت صعبة وغير مفهومة. وكان معروفًا أنها تحمل أنابيب اختبار النظائر المُشعة في جيبها، وتخزِّنها في درج مكتبها، مما أدى إلى تعرضها المُكثَّف للإشعاعات. وكانت أيضًا تُعرف بملاحظتها لسطوع أضواء جميلة خضراء وزرقاء تحدث للفلزات في الظلام، بسبب مستوياتهم من النشاط الإشعاعي، واعتُبِرَت أوراقها خطيرةً جدًّا في التعامل معها منذ العقد الأخير في القرن التاسع عشر. حتى كتابها في الطبخ يُعتَبَر مُشعًّا للغاية. ولذا فقد حُفظَت كتبها في صناديق مُبطَّنة بالرصاص، ولأولئك الذين يرغبون في الاطلاع عليها، يتوجب عليهم ارتداء ملابس واقية.[2]
3. تعرَّض عمال للإشعاعات في عدة مواقع وتواريخ، ففي ذلك الوقت كان يُستَخدم الراديوم لغرض الإنارة كرسم الساعات ولأعمال أخرى متوهجة. ولعل الحادث الأكثر شهرة هو حادثة فتيات الراديوم والذي حدث في أورانج في نيوجرسي حيث تسمم الكثير من العمال إشعاعيًّا. وأيضًا حدث ذلك في مدن أخرى كأوتاوا، وشَهِدَت إلينوي كذلك تلوث المنازل والأبنية الأخرى، وأصبحت المواقع تحت الاستجابة البيئية الشاملة ليتم تطهيرها.
4. حدث تلوث إشعاعي في تواريخ عدة في كولورادو في الولايات المتحدة، فتعدين وتصنيع الراديوم ترك بصمةً ملوثةً في عاصمة ولاية كولورادو دنفر.[3]
5. حدث تسمم بالراديوم بين عامي 1927 و1930، وذلك عندما وصل ما تناوله أبين بايرز إلى 1400 قنينة تقريبًا من الراديثور وهو دواء إشعاعي حاصل على براءة اختراع، تسبَّب في وفاته عام 1932. ودُفن في مقبرة أليغني في بيتسبرغ في بنسلفانيا؛ في تابوت مُبطَّن بالرصاص.[4]

## في خمسينيات القرن العشرين (1950)
1. تعرَّض عاملان لحادث إشعاعي في آذار 1957 في هيوستن، في ولاية تكساس الأمريكية، كان الموظفان يعملان في شركة مرخصة بوساطة هيئة الطاقة الذرية الأمريكية ويقومان بتغليف صوَّارات (كاميرات) إشعاعية ولكن يبدو أن هذه الصوَّارات قد تعرضت لمسحوق نظير الراديوم 192 والذي سبَّب لهذين الموظفين حروقًا إشعاعيةً. وفي عام 1961 كتبَت عن الخبر مجلة أمريكية تُدعى نظرة (بالإنجليزية: Look)‏ حيث صرَّحت بوجود إصابات إشعاعية على مدى واسع ولكن التحقيقات التي نشرتها عيادة مايو في العام نفسه أثبَتَت أن المصابين إشعاعيًّا من الحادث عددهم قليل، ما يُوضح أن التقارير الصحفية لمجلة نظرة مجرد ادعاءات.
2. أُصيب ثمانية عُمَّال في حادث، حصل في حزيران من عام 1958، في مجمع الأمن القومي و-12.

## في سبعينيات القرن العشرين (1970)
1. قامَت المملكة المتحدة في مدينة دورني وفي عام 1977 بتصدير مواد نووية، مما أدى إلى انفجار في مؤسسة تنمية الطاقة النووية في دورني بسبب خلط وتسرب مواد نووية مع مُخلَّفات أخرى.[5]
2. في 16 تموز 1979 قامت كنيسة الصخرة في نيو مكسيكو بتصدير مُخلَّفات مناجم مشعة، عندما قامَت بكسر سد يحتوي على 100 مليون جالون أمريكي (380,000 متر مكعب) من السوائل المشعة و1100 طن قصير (1000 طن متري) من النفايات الصلبة والتي استقرت أسفل نهر بعمق 70 ميلًا (100 كم)[6] وأيضا استقرَّت بالقرب من مجتمع نافاجو الزراعي والذي يستخدم المياه السطحية.
3. في 29 أيلول 1979 تسرَّبَت مادة التريتيوم في أتوميكس الأمريكية في توكسون في أريزونا في المدارس العامة خلال الشارع من المحطة. وقد لوثَت مواد غذائية تصل قيمتها إلى 300,000 دولار أمريكي.[7][8][9][10]

## في ثمانينيات القرن العشرين (1980)
1. في تموز 1981 في لايكومنج الواقعة بمدينة ناينمايل بوينت في ولاية نيويورك، فُرّغ خزان مياه للصرف الصحي عمدًا في باطن الأرض، مما أسفر عن تكون بركة عمقها أربعة أقدام؛ تَسبَّبَت بسفك وقلب محتوى 150 برميل مُخزَّن هناك (سعة البرميل الواحد 55 غالون)، والذي أدى إلى تصريف وتفريغ خمسين ألف غالون أمريكي (190 متر مُكعَّب) من المياه الملوثة في بحيرة أونتاريو.[11]
2. في عام 1982 وفي مصنع نيوترونكس الدولي في دوفر، تسرَّبَت وانسكبَت كمية غير معروفة من النظير 60 للكوبالت والذي يُستخدم لعلاج الأحجار الكريمة، وتعديل المواد الكيميائية، وتعقيم المواد الغذائية والإمدادات الطبية في نظام الصرف الصحي في دوفر وقد امتد فيه، فأُجبِرَ المصنع على الإغلاق. ولم تُبلَّغ اللجنة التنظيمية النووية عن وقوع الحادث إلا بعد عشرة أشهر وذلك عندما بلَّغهم أحد كُشَّاف الفساد. وفي عام 1986 غُرِّم المصنع 35,000 دولارًا أمريكيًّا وحُكِمَ على أحد كبار المسؤولين التنفيذيين للمصنع بأن يكون تحت المراقبة وذلك لعدم الإبلاغ عن التسرب.[12][13][14]
3. عام 1982 أُعِيدَ تدوير الفولاذ الإشعاعي بمُقتات مفاعل نووي من حديد التسليح واستُخدم في بناء المباني في شمال تايوان، وعلى وجه الدقة في تايبيه، من عام 1982 إلى 1984. وقد اُشتُبِه بوجود مواد إشعاعية في 2000 مبنى من الوحدات السكنية والمحالّ التجارية،[15] وحوالي 10,000 شخص تعرضوا للمدى الطويل من الإشعاع على مستوى منخفض.[16] وفي صيف عام 1992، عامل في شركة الطاقة الكهربائية التايوانية والتي تديرها الدولة أُعطتْهُ الشركة عداد جيجر بغرض دراسته الجهاز، وعند وصوله لشقته مع الجهاز، اكتشف أن شقته كانت ملوثة إشعاعيًّا،[16] ومع الوعي بهذه المشكلة، واصل أصحاب بعض المباني الملوثة إيجار الشقق. وقد أظهرت بعض الأبحاث أن الإشعاع كان له أثر «مفيد» على صحة المستأجرين حسب معدل الوفيات الناجمة عن السرطان،[17] إلا أن دراسةً أخرى أوضَحَت أنه مع الانخفاض الحاد للمخاطر الكلية للسرطان (SIR = 0.6, 95% CI 0.5 – 0.7)، فقد أُصيب الرجال المستأجرون بسرطان الدم (n = 6, SIR = 3.4, 95% CI 1.2 – 7.4) وأُصيبَت النساء المستأجرات بسرطان الغدة الدرقية (n = 6, SIR = 2.6, 95% CI 1.0 – 5.7).[18][19]
4. في 6 كانون الأول 1983، وفي مدينة خواريز المكسيكية،[20] وحسب أقوال أحد السكان المحليين، والذي قال إن آلة العلاج الإشعاعي تحتوي على مواد مهملة هي 6000 كرية من النظير 60 للكوبالت. ما أسفر عن تلوث الشاحنة التي كانت تنقل تلك المواد. عندها تم التخلص من الشاحنة، وقد أدَّت إلى تلوث 5000 طن متري من الفولاذ والذي يُقدَّر بـ300 تسى (11 تيرابكريل) من النشاط الإشعاعي. وقد اُستُخدِم هذا الفولاذ لتصنيع المطابخ والموائد وسيقان الطاولات وحديد التسليح، وبعضها قد شُحِن إلى الولايات المتحدة، وكندا. وقد اُكتُشِف الحادث بعد أشهر، عندما انفجرَت شاحنة تسليم مواد البناء الملوثة. وقد قِيسَ التلوث في وقت لاحق على الطرق المستخدمة والتي نقلَت مصدر الإشعاع حيث وجدوا تلفًا كبيرًا. كما قد عُثِرَ على بعض الكريات في الطريق. وفي ولاية سينالوا المكسيكية، أُدينَ 109 منازل بسبب استخدام مواد البناء الملوثة. ودفعَت هذه الحادثة اللجنة التنظيمية النووية ودائرة الجمارك الأمريكية لتركيب معدات كشف الإشعاع في جميع المعابر الحدودية الرئيسة.[21]
5. بين عامَي 1985 و1987، وبوُجود آلة العلاج الإشعاعي ثيراك 25 والتي صنعَتْها الطاقة الذرية الكندية المحدودة. كانت هذهِ الآلة مسؤولةً عن ست حوادث بين ذلكما العامين، حيث أُعْطِيَ المرضى جرعات زائدة ضخمة من الإشعاع، والتي كانت في بعض الأحيان تصل كميتها إلى مئات الجرايات. وقد تُوفي ثلاثة مرضى نتيجةً لتعاطي جرعات زائدة. وأبرزَت هذه الحوادث مخاطر عدم كفاية مراقبة برمجية التحكم في أنظمة السلامة الحرجة.
6. في 13 أيلول 1987، وفي حادثة غويانيا الإشعاعية، قام نباشو القمامة بفتح آلة علاج إشعاعي في عيادة مهجورة في غويانيا في البرازيل. وقد باعوا كيلوكوري (40 تيرابكريل) من النظير 137 للسيزيوم. والذي تسبب بتلوث مئتين وخمسين شخصًا. ووفاة أربعة أشخاص.[22]
7. في 6 حزيران 1988، حدث تعقيم إشعاعي في ديكاتور في جورجيا، وأُعلِنَ عن تسرب النظير 137 للسيزيوم في أحد المرافق. وأُشير إلى تلوث سبعين ألف من الحاويات والإمدادات الطبية وعُلَب الحليب. وقد تعرض عشرة من موظفي المرفق إلى التلوث الإشعاعي، وثلاثة تعرضَت ممتلكاتهم إلى التلوث بما في ذلك منازلهم وسياراتهم.[23]
8. في 5 شباط 1989، تعرَّض ثلاثة عمال لأشعة غاما من النظير 60 للكوبالت بسبب تشعيع المنتجات النباتية الطبية في سان سلفادور، في السلفادور. ونتج عن هذا وفاة أحد الأشخاص والذي كان الأكثر عُرضةً للإشعاع، وخسر آخر أطراف جسمه. وعُطِّل عدد من أنظمة السلامة في المصنع، وكان العمال غير مدركين للخطر الذي يشكله هذا المصدر المشع.[24]
9. في عام 1989 وفي ما يُعرف بحادث كراماتورسك الإشعاعي، عُثِرَ على عُليبة صغيرة تحتوي على النظير 137 للسيزيوم داخل جدار خرساني في مبنى سكني في كراماتورسك في جمهورية أوكرانيا السوفيتية الاشتراكية. ويُعتَقَد أن العُليبة الواردة كانت مُتضمنة في جهاز قياس، وقد ضاع الجهاز في وقت ما خلال أواخر سبعينيات القرن العشرين، وانتهى الأمر به مخلوطًا بالحصى المُستخدمَة لبناء هذا المبنى في عام 1980. وبحلول الوقت الذي اُكتُشِفَت العُليبة فيه، كان ستة من سكان المبنى ماتوا مُسبقًا نتيجة سرطان الدم وأكثر من 17 شخصًا تلقوا جرعات إشعاعية متفاوتة.[25]

## في تسعينيات القرن العشرين (1990)
1. في 24 حزيران 1990، في مركز أبحاث سوريك النووي التابع لإسرائيل، عامل في منشأة تشعيع تجارية تجاوز وتجاهل أنظمة السلامة الخاصة بجهاز التعقيم جيم سين 6500 لتطهير انحشار في منطقة الناقلات المنتجة. ما أسفر خلال دقيقة إلى دقيقتين لأن يتعرض لجرعة في جسمه، تُقدر بـ10 غراي (1000 راد) أو أكثر. وتُوفي بعدها بـ36 يومًا على الرغم من الرعاية الطبية المكثفة.[26][27]
2. في 10 إلى 20 كانون الأول، 1990، حصل حادث إشعاعي وقعَ في عيادة سرقسطة، في إسبانيا. حيث أُصيبَ 27 مريضًا على الأقل، و 11 منهم لقوا مصرعهم، ووفقا للوكالة الدولية للطاقة الذرية. كان جميع المتضررين من مرضى السرطان الذين يتلقون العلاج الإشعاعي.
3. في 26 تشرين الأول 1991، وفي مدينة نزفي الواقعة في بيلاروسيا، عامل في منشأة تعقيم ذرية تجاوز وتجاهل أنظمة السلامة لتطهير ناقل تشويش. وعند دخوله غرفة الأشعة، قال إنه تعرض لجرعة إشعاعية في جسمه، تُقدر بحوالي 11 غراي، وفي بعض أجزاء جسمه تلقى ما يزيد عن الـ20 غراي. وعلى الرغم من العناية الطبية المكثفة السريعة، إلا أنه توفي بعد 113 يومًا من الحادث.[28]
4. في 16 تشرين الآخر 1992، وفي مركز إنديانا الإقليمي لعلاج السرطان، بعد أن عُولج أحد المرضى باستخدام جرعة عالية من الإشعاع الموضعي، أشارت المستويات إلى ارتفاع شديد في الإشعاع وتجاهل الموظفين أجهزة الإنذار، ولم يستخدم أحد متر المسح الإشعاعي لتأكيد أو استبعاد إشارة التنبيه المنطقة والذي كان متوفرًا في المركز. ونُقلَ المريض بعدها إلى إحدى دور رعاية المسنين حيث انخفض المصدر في وقت لاحق. ولكن نتيجةً لتلقيه آلاف الجرعات المقصودة فقد توفي بعد عدة أيام.
5. في 10 تشرين الآخر 1992، أخذ عامل منشأة تشعيع صناعية في جيلين في شينتشو في الصين، 10 تسى (370 غيغا بكريل) من النظير 60 للكوبالت. وأدى ذلك إلى مقتل ثلاثة أشخاص. وتعرض امرأة للإشعاع أثناء رعاية زوجها المريض، وقُدرَت الجرعة التي لديها وكانت 2.3 غراي وكان ذلك عن طريق فحص الدم بعد 41 يومًا من الحادث، وبعد 16 سنة من الحادثة كانت المرأة عُرضةً للشيخوخة المبكرة والتي قد تكون نتيجة لتعرضها الإشعاعي. وجنينها (الذي في 37 أسبوعًا كان وزنه عند الولادة 2 كيلو جرام) قد تعرض إلى 2 غراي من الإشعاع عندما كان في الرحم، وفي سن الـ16 كان معدل ذكاء الطفل 50 أي أقل من الحد العام للذكاء.
6. في 31 آب 1994، وفي بلدة كوميرك في ميشيغان، اُكتُشِف مفاعل نووي محلي الصنع بناه ديفيد هان البالغ من العمر 17 عامًا في فناء والدته الخلفي. لم يكن للمفاعل أي رادع، لذا فقد تعرض الحي الذي يقيم فيه إلى آلاف المرات من المستويات العادية من الإشعاع البيئي.
7. في 21 تشرين الأول 1994، قام نباشو القمامة بسرقة النظير 137 للسيزيوم والذي كان موجودًا في خردة معدنية في تاميكو في مانيكو في ساكو باريش في إستونيا.
8. في أيلول 1996، في سان خوسيه في كوستاريكا، في عيادة طومسون الطبية (التي اشترتها شركة اللواء الكهربائية للرعاية الصحية) آلة العلاج الإشعاعية ألكون 2 الكوبالتية لم تُضبَط بشكل صحيح، ما أسفر عن تعرض 116 مريضًا - من الذين كانوا يخضعون للعلاج الإشعاعي - لجرعات عالية جدًّا.
9. في أيار 1998، في رسكلر أكرنس في قادس، في إسبانيا، ذاب عن غير قصد خردة معدنية تحتوي على مصادر مشعة. ما نتج عنه سحابة مشعة جنحَت إلى سويسرا قبل أن تُكتَشف. (طالع حادثة أكرونس).
10. في كانون الأول 1998، وفي إسطنبول في تركيا، حزمتين من النظير 60 للكوبالت، كان من المخطط لها أن تُنقل في 1993 لاستخدام هذه المصادر في المعالجة البعادية ولكن عوضًا عن ذلك قد خُزنَت في مستودع في أنقرة، ثم انتقلَت إلى إسطنبول، حيث مالكها الجديد باعها للخارج كخردة معدنية. والمشترون فككوا العبوات، وعرضوا أنفسهم والآخرين للإشعاع المؤين. وقد نُقل 18 شخصًا، بينهم سبعة أطفال إلى المستشفى. وعشرة من البالغين أُصيبوا بمتلازمة الإشعاع الحادة. ولم يُسترد إلا مصدر واحد من النظير 60 للكوبالت، فقد كان المصدر الآخر من الحزمة الأخرى في عداد المفقودين بعد سنة واحدة. ويُعتقَد أن الحاوية الآخرة كانت فارغة طوال الوقت، ولكن هذا لا يمكن أن يثبت بشكل قاطع من سجلات الشركة.
11. في 1999، وفي طريق بالقرب من مريما هيل، أُعيد بناء كينيا باستخدام مواد محلية، وفي وقت لاحق اُكتُشِف أن المواد كانت مشعة. وقد تعرض بعض العمال للإشعاع الزائد، وجرى اختبار العديد من سكان المنطقة. وكان 2975 طن متري من تلك المواد الطريق قد نُبشتْ للقضاء على الخطر.

## في العقد الأول من القرن الواحد والعشرين (2000)
1. في 1 شباط 2000، وفي تايلاند، حصل ما يُعرف بحادث سامون براكان الإشعاعي، حيث اُشتُريَ مصدر إشعاعي وهي وحدة معالجة بعادية منتهية الصلاحية ونُقلَت من دون تسجيل، وخُزِّنَت في موقف سيارات دون حراسة، وبدون أي إشارة تحذيرية. ثم سُرقت من موقف السيارات الواقع في ساموت براكان في تايلاند، وفُككَت في ساحة خردة معدنية. وقام المفككون بإزالة كاملة للمصدر الإشعاعي النظير 60 للكوبالت من التدريع الرصاصي، وبعد ذلك بوقت قصير جدًّا أصبحوا مرضى. ولم تُكتشَف طبيعة المعادن المشعة والتلوث الناجم إلا بعد 18 يومًا. وقد أُصيبَ سبعة أشخاص وتُوفي ثلاثة.[29]
2. ما بين آب 2000 وآذار 2001، وفي معهد بنما الوطني لعلاج الأورام، تلقى 28 مريضًا ممن يتلقون العلاج لسرطان المُوثة وسرطان عنق الرحم، جُرعةً قاتلةً من الإشعاع، وذلك بسبب التعديل في قياس الإشعاع المستخدم دون أي اختبار للتحقق. وقد حقَّقَت IAT في هذه الحادثة من 26 أيار وحتى 1 حزيران 2001.[29]
3. في شباط 2001، وفي بولندا، تعطل معجل طبي في مركز بيالستوك لعلاج الأورام، مما أدى إلى تلقي خمس إناث جرعات زائدة من الإشعاع بينما كانوا يخضعون لعلاج سرطان الثدي.[30] وقد شكَت إحدى المريضات من حروق إشعاعية مؤلمة. وأُفيد أنه قد اُستُدعي فني محلي لإصلاح الجهاز، ولكنه لم يتمكن من القيام بذلك، وفي الحقيقة قإنه قد تسبب بالمزيد من الضرر. وفي وقت لاحق، أُخطِرَت السلطات المختصة، ولكن في ذلك الوقت قد تم العبث بالجهاز، ولم يتمكنوا من التأكد من الجرعات الإشعاعية الدقيقة التي يتلقاها المرضى (الجرعات الموضعية قد تكون أكثر من 60 غراي). ولم يُبلَّغ عن وقوع أي وفيات نتيجةً لهذا الحادث، مع أن جميع المرضى المصابين قد قاموا بعمليات ترقيع للجلد. واتُّهِمَ الطبيب المعالج بالإهمال الجنائي، ولكن في عام 2003 حكمت محكمة محلية بأنها ليست مسؤولةً عن الحادث. وغُرِّمَ فني المستشفى.
4. في كانون الأول، وفي جورجيا، ثلاثة حطابين وجدوا اسطوانات حارة بالقرب من مخيماتهم، وقد أمضت هذه الاسطوانات طوال الليل بجانب مخيماتهم، وكان يوجد في هذه الاسطوانات أقنعة غازات تابعة للاتحاد السوفيتي، ومصادر حرارية من مولدات حرارية تعمل بالنظائر المشعة، والتي تحتوي على 30 كيلو كوري (1.1 بيتا بكريل) من النظير 90 للسترونتيوم في كل اسطوانة، وفي غضون ساعات قليلة، بدأت تظهر أعراض الأمراض الإشعاعية على الحطابين، وبعدها بقليل نقلوا إلى المستشفى وقد أُصيبوا بحروق إشعاعية حادة،[31] وعلى إثر هذه الحادثة، أُنشئَ فريق تخلص من 25 شخصًا، تقتصر مهمتهم على نقل الاسطوانات بعد أن بُطِّنَت بالرصاص خلال 40 ثانية فقط.[32]
5. في 11 آذار 2002، تم نقل 2.5 طن من النظير 60 للكوبالت من مصدر أشعة غاما من مستشفى تلال الطهي، في ليدز في المملكة المتحدة، لسيلافيلد؛ وقد كان يُوجد خلل تدريعي في أسفل الحاوية، ويُعتَقَد أن هذا الحدث لم يسبب أي إصابات أو أمراض في إنسان أو حيوان. وقد عُولِجَ هذا الحدث بطريقة جدية لأن عمق الحماية الدفاعية للمصدر قد تآكلت. مع أن الحاوية قد انقلبت في حادث في الطريق، وقد كانَت تحتوي على إشعاعات قوية من أشعة جاما (83.5 جراي لكل ساعة) ومن المرجح أن هذا الأمر قد أصاب البشر بالإشعاع. الشركة المسؤولة عن نقل المصدر المُشع هي هيئة الطاقة الذرية التقنية، وقد غرمت المحكة البريطانية الهيئة مبلغًا وقدره 250,000 جنيه إسترليني.[33] (صُنِّفَت في المستوى الثاني حسب المقياس الدولي للحوادث النووية)
6. في 2003، وفي رأس نافرن، في تشوكوتكا ذاتية الحكم الواقعة في أوكروج، في روسيا. عُثِرَ على مولد حرارية يعمل بالنظائر المُشعة على ساحل القطب الشمالي في حالة متدهورة للغاية. وكان مُعدل الانبعاثِ الإشعاعي هو 15 إشعاعًا سينيًّا لكل ساعة. وفي تموز 2004 أظهَرَ الفحص الثاني لنفس المُولد بأن انبعاث أشعة غاما قد ارتفع إلى 87 إشعاعًا سينيًّا لكل ساعة من النظير 90 للسترونتيوم والتي بدَأَت تتسرب إلى البيئة. وفي تشرين الآخر 2003، اكتمَلَ تفكيك المولد في جزيرة يوجني بالقرب من خليج كولا.[34]
7. في 10 أيلول 2004، وفي ياقوتيا، في روسيا. أُسقط مولدان حراريان يعملان بالنظائر المُشعِّة من بُعد 50 مترًا على السهول الجرداء في جزيرة زيمليا بانج خلال عملية نقل جوي عندما حلقت مروحية في طقس عاصف. ووفقًا للمنظمين النوويين، فإن قد يُوجد خطر تأثير من الإشعاع الخارجي للأشحونة الإشعاعية. وقد قِيسَت كثافة أشعة غاما على ارتفاع عشرة أمتار من فوق موقع التأثير والتي تساوي 4 ملي سيفرت لكل ساعة.[35]
8. في 2005، وفي دورني، الواقعة في المملكة المتحدة، في أيلول أُغلقَ موقع لمحطة تدعيم عندما تسرب 266 لترًا من مخلفات إعادة المعالجة الإشعاعية والتي كانت موجودة داخل غرفة العزل؛[36][37] وفي تشرين الأول، أُغلقَت آخر مُختبرات إعادة المعالجة في ذلك الموقع، بسبب القيام بتجارب صفعات أنفية لثمانية عمال، والتي أظهرَت آثارًا إيجابيةً للنشاط الإشعاعي.[38]
9. في 3 تشرين الآخِر 2005، وفي هدام، في كونيتيكت، الواقعة في الولايات المتحدة الأمريكية. ذكرت شركة كونتكت يانكي للطاقة الذرية بأن بعض المياه تحتوي على كميات (أقل من حدود المياه الصالحة للشرب) من نظير السيزيوم 137، ونظير الكوبالت 60، ونظير السترونتيوم 90، ونظير الهيدروجين 3 (تريتيوم)؛ والتي تسربَت من بركة وقود مستهلكة. ولكن للجنة التنظيمية النووية الأمريكية قياسات مختلفة ومُستقلة ومن المقرر أن تبدأ تلك القياسات في 7 تشرين الآخِر 2005.[39]
10. في 11 آذار 2006، وفي فليوروس، في بلجيكا، عامل تشغيل يعمل لحساب شركة ستريجنسيس، والتي تقوم بتعقيم المعدات الطبية، دخل العامل غرفة الأشعة وبقي هناك لمدة 20 ثانية. وقد كانت الغرفة تحتوي على مصدر من نظير الكوبالت 60 الذي لم يكُن مغمورًا في بركة من الماء. وبعد ثلاث أسابيع، كان العامل يُعاني من أعراض التهاب إشعاعي حاد (القيء، وفقدان الشعر، والتعب). ويُقدَّر بأن العامل تعرَّض لجرعة إشعاعية بين 4.4 و4.8 غراي وذلك بسبب خلل في ضبط وتحكم النظام الهيدروليكي حيث لم يبقَ المصدر المُشع في حوض الماء. عامل التشغيل قضى شهرًا واحدًا في أحد المستشفيات المتخصصة قبل أن يذهب إلى المنزل. نتيجةً لذلك أوصت وكالة الرقابة النووية الاتحادية، وكذلك مدققو الحسابات الخاصة من شركة ستريجنسيس بتثبيت نظام أمني زائد لحماية العمال. وقد قُيِّمَ الحادث على المستوى الرابع حسب المقياس الدولي للحوادث النووية.[40] (صُنِّفَت في المستوى الرابع حسب المقياس الدولي للحوادث النووية)
11. في 5 أيار 2006، حَصَل إطلاق عرضي لغاز نظير اليود 131 في إحدى محطات جزيرة مرج للطاقة النووية في ولاية مينيسوتا، وقد تعرَّض ما يُقارب مئة عامل في المحطة للإشعاع على مستويات منخفضة. وتلقَّى معظم العمال ما بين 10 و20 مليبار (0.1 و0.2 ملي غراي)، من نفس الأشعة السينية. وقد كان العُمَّال يرتدون ملابس واقيةً في ذلك الوقت، والإشعاع لم يتسرب إلى خارج المصنع.
12. تُوفيَت ليزا نوريس في عام 2006 بعد أن أعطِيَت جرعةً زائدةً من الإشعاع نتيجةً لخطإٍ بشريٍّ في أثناء علاجها من ورم دماغي في مركز بستن للأورام في غلاسكو في اسكتلندا. وقد نشرَت الحكومة الاسكتلندية تحقيقًا كاملًا وحُرًّا في هذه القضية. حيث كان العلاج المخصص إلى ليزا نوريس هو 35 غراي، حيث ستُعطى إلى الجهاز العصبي المركزي بواسطة المُسرِّع الخطي، على نوبات متتالية في كل نوبة تُعطَى 1.75 غراي، وفي هذه الأثناء ستُعطى جرعة 19.8 غراي للورم فقط. ولكن في المرحلة الأولى من العلاج وقعت جرعة زائدة 58٪، وحينها عانى الجهاز العصبي المركزي إلى ليزا نوريس جرعة من 55.5 غراي. وحسب هذا الحادث تم التخلي عن المرحلة الثانية من العلاح حسب المشورة الطبية، وما لبثَت ليزا نوريس حتى تُوفيَت بسبب تلك الجرعة الزائدة.
13. في 23 و24 آب 2008، وفي فليورس، في بلجيكا، حدث تسرب لمواد نووية. حيث تسرب غاز نظير اليود 131 المُشع، في مختبر النظائر المشعة الطبي الكبير، الواقع في المعهد الوطني للعناصر المُشعة. وقد نفذَت السلطات البلجيكية قيودًا على استخدام المنتجات الزراعية المحلية الموجودة على بُعد 5 كيلومترًا من مكان التسرب، وذلك عندما تم الكشف عن مستويات أعلى مما كان متوقعًا من التلوث في العشب المحلي. حيث كان نصف عمر نظير اليود 131 هو 8 أيام. وقد وجهَت المفوضية الأوروبية تحذيرًا على نظام الجماعة الأوروبية لتبادل المعلومات الإشعاعية الطارئة في 29 آب. وقد قُدِّرَت كمية النشاط الإشعاعي المتسربة إلى البيئة بـ45 غيغا بكريل من نظير اليود 131، والتي تتطابق مع جرعة فعالة مقدارها 160 ميكرو سفريت، لشخص مُطوَّق في الموقع بشكل دائم. (صُنِّفَت في المستوى الثالث حسب المقياس الدولي للحوادث النووية)
14. في 23 كانون الآخِر 2008، وفي مجتمع مستشفى النهر الهائج، في أركاتا، الواقعة في كاليفورنيا، قام تِقْني مُرخص إشعاعيًّا، يُدعى ريفن نكربوكر، بإجراء فحص بالأشعة المقطعية 151، بمستوى 3 ملي متر على رأس طفل يبلغ من العمر 23 شهرًا، وخلال فترة 65 دقيقة. عانى الطفل من حروق إشعاعية (حمامي الجلد) في وجهه ورأسه، وحسب أحد التقارير، فقد أُجرِيَ تحقيق في دم الطفل ووُجدَ ضرر كروموسومات كبير، ولكن ذكرَت تقارير لاحقة أنه ليس ضررًا دائمًا. وقد طُرِدَ التقني، وألغت ولاية كاليفورنيا ترخيصه نهائيًّا في 16 آذار 2011، بسبب إهماله الفادح، وقد وصف بروس فليك، مدير الأشعة في المستشفى عمل التقني ريفن نكربوكر بأنه عمل محتال مريض نفسيًّا.
15. في شباط 2008 وحتى آب 2009، حصل سوء تكوين لبرمجيات ماسح التصوير المقطعي المُستَخْدَم في مسح التروية الدماغية في المركز الطبي سيدار سيناي الواقع في لوس آنجليس، في كاليفورنيا، ما أسفر عن تلقي جرعات إشعاعية أعلى ثماني مرات من الجرعات الصحيحة لـ206 أشخاص من المرضى، خلال فترة 18 شهرًا، ابتداءً من شباط 2008. وقد شكا بعض المرضى خلال تلك الفترة من فقدان الشعر المؤقت، والحمامي. وقد قدرت منظمة الأغذية والدواء الأمريكية، أن المرضى تلقوا جرعات تتراوح بين 3 جراي إلى 4 جراي.

## في العقد الثاني من القرن الواحد والعشرين (2010)
1. في نيسان 2010، أُدخِلَ المستشفى رجل يبلغ من العمر 35 عامًا في نيودلهي بعد تعامله مع خردة معدنية مُشعة. وقاد التحقيق إلى اكتشاف كمية من الخردة المعدنية المحتوية على النظير 60 للكوبالت في المنطقة الصناعية مايابوري. وقد تُوفي الرجل ذلك متأثرًا بجراحه، في حين أن ستةً آخرين كانوا لا يزالون في المستشفى من أثر تلك الخردة المشعة.[41][42] كان النشاط الإشعاعي صادرًا من آلة الإشعاع غمسل 220 والتي لم يُتخلص منها بشكل صحيح حيث بِيعَت كخُردة معدنية.[43] أساسًا غمسل 220 تعود مُلكيتها إلى الطاقة الذرية الكندية المحدودة والتي تعمل الآن على إشعاعات غاما تحت اسم نورديون. نورديون لا تقدم خدمات لآلات غمسل 220 ولكنها تقوم بتقديم خدماتها الترتيبية للتخلص الآمن من هذه الوحدات.[44] (صُنِّفَت في المستوى الرابع حسب المقياس الدولي للحوادث النووية)
2. في تموز 2010، وخلال عملية تفتيش نمطية في ميناء جنوة، الواقع على ساحل الشمال الغربي لإيطاليا، عُثِر على حاويات من المملكة العربية السعودية، تحتوي على ما يُقارب 23000 كيلو غرام من خردة النحاس والتي تُطلق أشعة غاما بمعدل 500 ملي سيفرت لكل ساعة. وبعد أن أمضت تلك الحاويات أكثر من عام في الحجر الصحي في أراضي الميناء، حلَّل المسؤولون الإيطاليون الحاويات باستخدام الآليين واكتشفوا قضيبًا متداخلًا مع الخردة من النظير 60 للكوبالت طول ذلك القضيب 23 سم وقطره 0.8 سم. يتوقع المسؤولون أن مصدره هو معدات طبية أو غذائية قد تم التخلص منها بشكل مشبوه. وقد أُرسل القضيب من إيطاليا إلى ألمانيا لمزيد من التحليل، وبعد ذلك من المرجح أن يُعاد تدويره.[45]
3. في تشرين الأول 2011، وفي مستشفى يقع في ريو دي جانيرو، كانَت طفلة عُمرها 7 سنوات تُعالج من ابيضاض الدم اللمفاوي الحاد باستخدام الإشعاع الدماغي الكلي. وقد أجريت الوصفات يدويًّا في شكل عمليات مراجعة رسمية مع النظراء في الطب. وذلك بسبب خطأ في تسجيل عدد الدورات، وقالت الطفلة إنها تلقت الجرعة الكاملة في كل دورة من العلاج الإشعاعي. حتى مع سمية المُبكِّرة، ورفض الطبيب تقييم المريضة، وذلك لأن بعض الشكاوى في هذه الأمور كانت معتادة. وتم الانتهاء من العلاج الكامل في حوالي 8 جلسات وأقرَّت الفتاة بوجود حروق إشعاعية، ونخر في الفص الجبهي وتُوفيَت في حزيران 2012. وبعد التحقيق، قام كُل من الفيزيائي، والفني، باتهام الطبيب بالقتل غير المُتعمَّد.
4. في 23 أيار 2013، تسربَت نظائر مشعة ذات كثافة عالية في حادثة حصلت في منشأة مجمع البحوث الياباني لتسريع البروتونات. الواقعة في توكايمورا في إيباراكي. بالإضافة إلى انتشار النظائر المشعة والذي حصل بسبب عطل في المعدات، فقد أُسِيء التعامل مع الحادث، فقد كان هناك 33 فردًا من أصل 55، تعرضوا لمخاطر. وهناك كمية صغيرة من النظائر المشعة تسربت خارج المنطقة التي تسيطر عليها المنشأة. وقامت اللجنة التنظيمية النووية اليابانية بتقييم الحادث مبدئيًّا على المستوى الأول حسب المقياس الدولي للحوادث النووية.[بحاجة لمصدر]
5. في أيار 2013، مجموعة من الأحزمة المرصعة بالمعادن والتي تُباع على موقع أسوس الإلكتروني، قد صُودرَت ووُضعَت في منشأة للتخزين الإشعاعي في الولايات المتحدة وذلك لثبوت احتواء الأحزمة على النظير 60 للكوبالت.[46]
6. في كانون الأول 2013، اُختُطفَت شاحنة نقل تحتوي على 111 تيرابكريل من مصدر معالجة بعادية من النظير 60 للكوبالت في طريقها من مستشفى تيخوانا إلى منشأة لتخزين النفايات بالقرب من مدينة مكسيكو.[47] وأدى ذلك إلى بحث السلطات المكسيكية على الصعيد الوطني. وعُثِرَ على الشاحنة في وقت لاحق قُرب هيوبكستلا، واكتُشِف أن المصدر البعادي قد أزيل من التدريع. ولكن وبعد فترة وجيزة عُثِر على المصدر البعادي في حقل مجاور، وانتُشِل بأمان. وقد تلقى اللصوص جرعة قاتلة من الإشعاع أدَّت إلى وفاتهم.[48]